# Ozyptila monroensis
Ozyptila monroensis là một loài nhện trong họ Thomisidae.
Loài này thuộc chi Ozyptila. Ozyptila monroensis được Eugen von Keyserling miêu tả năm 1884.